# Bombový útok na Hipercor v roce 1987
Bombový útok na nákupní centrum Hipercor byl výbuch bomby v nákladním automobilu provedený baskickou separatistickou organizací ETA, který se odehrál 19. června 1987 v supermarketu Hipercor v barcelonské ulici Avinguda Meridiana. Bylo zabito 21 lidí a 45 zraněných, což z něj dělá nejsmrtonosnější útok v historii ETA. Počet obětí útoku výrazně ovlivnil fakt, že přes opakovaná varování ze strany ETA směřovaná na policii a vedení supermarketu nedošlo k evakuaci budovy, protože v minulosti již byla terčem falešných oznámení.